# Arbre d'horloge
Un arbre d’horloge, ou clock tree, est un réseau électrique distribuant le signal d'horloge aux bascules synchrones d’un circuit intégré. Le signal d’horloge devant être très propre pour garantir le bon fonctionnement du circuit intégré, et le fan-out du signal étant élevé, la conception de l’arbre d’horloge est particulièrement délicate et constitue une partie importante de la conception de circuits intégrés.